# Variabele eikenmineermot
De variabele eikenmineermot (Stigmella ruficapitella) is een vlinder uit de familie dwergmineermotten (Nepticulidae). De wetenschappelijke naam is voor het eerst geldig gepubliceerd in 1828 door Haworth.
De soort komt voor in Europa.